# AFISMA
AFISMA (ang. „African-led International Support Mission to Mali” - Międzynarodowa Misja Wsparcia w Mali pod Dowództwem Sił Afrykańskich) – operacja wsparcia pokoju prowadzona przez Wspólnotę Gospodarczą Państw Afryki Zachodniej (ECOWAS), które powołały wojska operacyjne wysłane do Mali podczas tamtejszej wojny domowej. Celem misji było wsparcie interweniujących wojsk francuskich oraz częściowe zajęcia ich miejsc, po zakończeniu fazy ofensywnej operacji Serwal.

## Geneza
Po tym jak w czerwcu 2012, radykalni islamiści skupieni wokół Al-Ka’idy Islamskiego Maghrebu i ugrupowań satelickich, zajęli obszar Azawadu na północy Mali, na arenie międzynarodowej zaistniała kwestia zagranicznej interwencji pod egidą ECOWAS, mającej na celu rozbicie dżihadystów. Na początku września 2012 tymczasowy prezydent Mali Dioncounda Traoré zwrócił się z oficjalną prośbą do ECOWAS o sformułowanie międzynarodowych wojsk operacyjnych.
Prezydent Republiki Francuskiej François Hollande wezwał w październiku 2012 do jak najszybszej interwencji przeciwko islamistom. Francja miała obawy, iż w północnym Mali jako bazie terrorystów w Afryce, mogą być przygotowywane zamachy, w tym także ataki na Europę. Terroryści po zajęciu północnego Mali podjęli próby nieudanych ataków na francuskie ambasady w Mali oraz Mauretanii. 12 października 2012 RB ONZ na podstawie VII rozdziału Karty Narodów Zjednoczonych dała afrykańskim liderom 45 dni na opracowanie planu interwencji w północnym Mali. 11 listopada 2012 przywódcy Wspólnoty Gospodarczej Państw Zachodnioafrykańskich zatwierdzili na spotkaniu w Abudży plan odbicia północnej części Mali z rąk rebeliantów za pomocą sił liczących 5500 żołnierzy kontyngentu interwencyjnego w tym 3300 z państw stowarzyszonych z ECOWAS.
Samo przygotowanie sił interwencyjnych przysparzało wiele problemów. Wyposażenie i wyszkolenie ewentualnego korpusu ekspedycyjnego trwało sporo czasu, do tego dochodziło przygotowanie operacji polegających na wytropieniu rebeliantów na ogromnych obszarach piaszczystego północnego Mali. Same przygotowywania planowane były na pięć miesięcy.
Plan z Abudży został 20 grudnia 2012 jednogłośnie zatwierdzony przez francuski projekt rezolucji Rady Bezpieczeństwa ONZ nr 2085. Misji AFISMA przyznano roczny mandat, podczas którego za pomocą „wszelkich niezbędnych środków”, państwa biorące udział w operacji mają pomóc odzyskać Mali region kontrolowany przez ekstremistyczne ugrupowania. Zakładany budżet operacji szacowano na 460 mln dolarów. Unia Afrykańska pokryła zaledwie 50 mln dolarów.

## Międzynarodowe siły
Jako pierwszy do Mali przybył nigeryjski kontyngent składający się z 190 żołnierzy. Stało się to 16 stycznia 2013. 2 tys. zachodnioafrykańskich żołnierzy operujących w ramach sił AFISMA ma przybyć do Mali przed 26 stycznia 2013. 17 stycznia 2013 Czad opuściło 200 żołnierzy skierowanych do Mali. Ndżamena zobowiązała się wysłać łącznie 2 tys. żołnierzy. Tuż przed rozpoczęciem operacji Serwal, Czad interweniował w Republice Środkowoafrykańskiej, gdzie podpisano zawieszenie broni w pierwszym dniu francuskiej interwencji w Mali. Wieczorem 17 stycznia 2013 do Bamako przybyło 100 nigeryjskich i togijskich żołnierzy. 20 stycznia 2013 do malijskiej stolicy dotarło 100 żołnierzy z Beninu i 60 z Senegalu.
Według stanu na dzień 23 stycznia 2013 w Mali stacjonowało 2300 żołnierzy z Francji, 500 żołnierzy z Togo, Beninu, Burkina Faso i Nigerii. Do interwencji w północnym Mali szykowało się po 500 żołnierzy z Nigru i Czadu, których liczba w czasie natarcia wyniosła 2,4 tys. 24 stycznia 2013, 160 żołnierzy z Burkina Faso zostało rozmieszczonych w mieście Markala i jako pierwsze z wojsk AFISMA przystąpiło do działań bojowych. 28 stycznia 2013 później centrum dowodzenia misji AFISMA przeniesiono z Abudży do Addis Abeby.
| Ostateczny skład sił AFISMA (16 stycznia - 30 czerwca 2013) | Ostateczny skład sił AFISMA (16 stycznia - 30 czerwca 2013) |
| ----------------------------------------------------------- | ----------------------------------------------------------- |
| Czad                                                        | 2400 żołnierzy                                              |
| Nigeria                                                     | 1200 żołnierzy                                              |
| Senegal                                                     | 500 żołnierzy                                               |
| Niger                                                       | 500 żołnierzy                                               |
| Togo                                                        | 500 żołnierzy                                               |
| Burkina Faso                                                | 500 żołnierzy                                               |
| Benin                                                       | 500 żołnierzy                                               |
| Gwinea                                                      | 500 żołnierzy                                               |
| Gwinea Bissau                                               | Nieznane                                                    |
| Ghana                                                       | 120 żołnierzy                                               |
| Liberia                                                     | Jedna sekcja wojskowa                                       |
| Sierra Leone                                                | Jedna sekcja wojskowa                                       |
| Razem                                                       | ok. 6600 żołnierzy                                          |

W trakcie działań zginęło 64 żołnierzy AFISMA - 38 zabitych czadyjskich żołnierzy, 23 nigerskim, dwóch togijskich oraz jeden burkiński. W kwietniu 2013 siły AFISMA liczyły 6,6 tys., z czego 2,4 tys. stanowili Czadyjczycy, którzy w połowie kwietnia 2013 rozpoczęli wycofywanie się z Mali, podobnie jak Francuzi. Wówczas Rada Bezpieczeństwa ONZ projektowała utworzenia batalionu pod egidą ONZ - MINUSMA, liczącego docelowo 12,6 tys. żołnierzy. Siły ONZ, według rezolucji RB ONZ nr 2100 z 25 kwietnia 2013, objęły mandat misji w Mali 1 lipca 2013.